# Smygehuk
Smygehuk é um porto e vila piscatória, localizado num cabo a 10 km a leste da cidade de Trelleborg na província da Escânia, no sul da Suécia. É conhecido por ser o ponto mais a sul da Suécia e da península escandinava, à latitude 55°20'14"N. A oeste fica um farol e um "hostel".